# Halongella
Halongella is een geslacht van weekdieren uit de klasse van de Gastropoda (slakken).

## Soorten
- Halongella fruhstorferi (Möllendorff, 1901)
- Halongella schlumbergeri (Morlet, 1886)